# Italienskt nejonöga
Italienskt nejonöga (Lampetra zanandreai) är en ryggsträngsdjursart som beskrevs av Vadim Dmitrij Vladykov 1955. Italienskt nejonöga ingår i släktet Lampetra och familjen nejonögon. IUCN kategoriserar arten globalt som livskraftig. Inga underarter finns listade i Catalogue of Life.